# Spezzare una lancia
Spezzare una lancia è un modo di dire comune della lingua italiana, usato con il significato di "spendersi in favore di qualcuno" o "perorare la sua causa".
L'espressione trae origine dai tornei medievali, nei quali le lance erano le prime armi ad essere usate, e spesso si spezzavano ai primi scontri. Inoltre i cavalieri nei tornei combattevano spesso in nome di qualcun altro, come il loro signore o altri individui che non erano in grado di difendersi da soli. Quindi l'espressione "essere pronti a spezzare una lancia in favore di qualcuno" significava essere pronti a scendere in battaglia in difesa di qualcuno, da cui il significato odierno.